# Great Sugar Loaf
Great Sugar Loaf är ett berg i republiken Irland.   Det ligger i grevskapet Wicklow och provinsen Leinster, i den östra delen av landet, 21 km söder om huvudstaden Dublin. Toppen på Great Sugar Loaf är 654 meter över havet, eller 374 meter över den omgivande terrängen. Bredden vid basen är 4,3 km. Great Sugar Loaf ingår i Wicklowbergen.
Terrängen runt Great Sugar Loaf är huvudsakligen kuperad.Runt Great Sugar Loaf är det tätbefolkat, med 427 invånare per kvadratkilometer. Närmaste större samhälle är Dún Laoghaire, 15,8 km norr om Great Sugar Loaf. Trakten runt Great Sugar Loaf består i huvudsak av gräsmarker.